# Burg Löwenberg (Schlesien)
Schloss Löwenberg (polnisch Zamek Książęcy w Lwówku Śląskim) ist eine abgegangene herzogliche Burg im Süden der Stadt Lwówek Śląski (Löwenberg) in der Woiwodschaft Niederschlesien in Polen.

## Geschichte
Die Burg Löwenberg wurde unter Herzog Heinrich I. von Schlesien im Südwesten der Stadt Löwenberg erbaut. Nach der Teilung des Herzogtums Liegnitz war die Burg von 1278 bis 1286 Residenz des Löwenberger Herzogs Bernhard I., den 1286 sein Bruder Bolko I. beerbte. Dieser verband Löwenberg wieder mit dem Herzogtum Jauer. Nach Brandzerstörung 1381 wurde die Burg wiedererrichtet. 1444 erwarb die Stadt Löwenberg das Burglehn. Nachfolgend diente die Burg als Sitz des Landvogtes. Während des ungarisch-böhmischen Kriegs um die Vorherrschaft in Böhmen wurde die Burg Löwenberg 1472 niedergebrannt und Ende des 15. Jahrhunderts abgetragen. An ihrer Stelle wurde 1865 die Brauerei Hohberg errichtet.